# (36191) 1999 TY78
1999 TY78 (asteroide 36191) é um asteroide da cintura principal. Possui uma excentricidade de 0.13622300 e uma inclinação de 1.91833º.
Este asteroide foi descoberto no dia 11 de outubro de 1999 por Spacewatch em Kitt Peak.